# Hot Rats
Az 1969-es Hot Rats Frank Zappa második szólómunkaként megjelent nagylemeze (a teljez Zappa-diszkográfiában a 8.). a Mothers feloszlatása után készült, nagyrészt Ian Underwooddal együttműködve, az akkor úttörőnek számító 16-sávos stúdiótechnika minden lehetőségének kihasználásával. A lemezen precízen megírt, de improvizációra is hangsúlyosan építő, a Willie The Pimp kivételével (itt Captain Beefheart énekel) instrumentális számok szerepelnek. Zappa egyik legelismertebb albuma – szerinte (a fülszövegben): "Mozi a füleiteknek".
Szerepel az 1001 lemez, amit hallanod kell, mielőtt meghalsz című könyvben.

## Az album dalai

### Hanglemez-kiadás
| 1. | Peaches en Regalia     | Frank Zappa | 3:38 |
| 2. | Willie the Pimp        | Frank Zappa | 9:25 |
| 3. | Son of Mr. Green Genes | Frank Zappa | 8:58 |

| 1. | Little Umbrellas     | Frank Zappa | 3:09  |
| 2. | The Gumbo Variations | Frank Zappa | 12:55 |
| 3. | It Must Be a Camel   | Frank Zappa | 5:15  |

### CD-kiadás
|    | Cím                    | Szerző(k)   | Hossz |
| -- | ---------------------- | ----------- | ----- |
| 1. | Peaches en Regalia     | Frank Zappa | 3:37  |
| 2. | Willie the Pimp        | Frank Zappa | 9:16  |
| 3. | Son of Mr. Green Genes | Frank Zappa | 8:58  |
| 4. | Little Umbrellas       | Frank Zappa | 3:04  |
| 5. | The Gumbo Variations   | Frank Zappa | 16:55 |
| 6. | It Must Be a Camel     | Frank Zappa | 5:15  |

## A lemezről
A bakelit-változata Bizarre Records-nál jelent meg 1969-ben, 73-ban a Reprise Records adta ki újra. Ezt a kiadást 1980-ban visszavonták, mivel Zappa szerződése a Warner Bros. Records-szal véget ért.
Zappa 1987-ben a CD-kiadáshoz újrakeverte az albumot, amit sokan – az eredeti felvétel barátai – kritizáltak. A kisebb-nagyobb hangszerelési, hangsúlybeli és hangzásbeli különbségek (Peaches) mellett a "Willie the Pimp" bevezetése és gitárszólójának vágása változott meg, a "The Gumbo Variations" 4 perccel hosszabb az új kiadáson (bevezetés, gitár és szaxofonszóló), illetve a "Little Umbrellas" eredetileg alig hallható zongora és fuvolaszólamai most előtérbe kerültek.
Az eredeti bakelit 2009-ben korlátozott példányszámban jelent meg a Classic Recordsnál, kiváló hangminősége sok gyűjtő értékes darabjává emeli.

## A borítóról
A borítón a sírból kimászó nő Christine Frka, a GTO tagja. A belső borítón Captain Beefheart egy porszívóval a kezében látható, a többi fotón Zappa és Ian Underwood a stúdióban és máshol.

## Helyezések
| Év   | Lista                | Helyezés |
| ---- | -------------------- | -------- |
| 1969 | Billboard Pop Albums | 173      |

## Közreműködők
- Frank Zappa – elektromos gitár, ütőhangszerek, oktáv basszusgitár
- Ian Underwood – orgona, klarinét, fuvola, zongora, szaxofon

- Max Bennett – basszusgitár (kivéve a Peaches en Regalia dalt)
- Captain Beefheart – ének a Willie the Pimp-en
- John Guerin – dob a Willie the Pimp, Little Umbrellas és It Must Be a Camel dalokon
- Don "Sugarcane" Harris – hegedű a Willie the Pimp és The Gumbo Variations dalokon
- Paul Humphrey – dob a Son of Mr. Green Genes és The Gumbo Variations dalokon
- Shuggie Otis – basszusgitár a Peaches en Regalia dalon
- Jean-Luc Ponty – hegedű az It Must Be a Camel-en
- Ron Selico – dob a Peaches en Regalia dalon
- Lowell George – gitár